# Filter
FILTER byl hudební časopis, který vydávala mediální společnost MAFRA, a. s. Časopis se snažil komplexně mapovat současnou hudební scénu od punku a ska přes hip-hop, elektroniku, pop až po nejnovější žánry jakým je dnes např. new rave. Součástí každého čísla bylo kompilační CD, laděné do určité tematiky. Autoři se snažili upozornit na nové české i zahraniční kapely, zajímavé koncerty a nové desky.
Vycházel jednou měsíčně, první číslo vyšlo v květnu 2005 a poslední (již jen elektronicky) v prosinci 2009.
Elektronická verze je provozována na serveru iDNES.cz.

## Redakce
- Pierre Beneš (šéfredaktor)
- Radek Bureš (zástupce šéfredaktora)
- Honza Vedral (editor)
- Pavel Kučera (redaktor)
- Veronika Koloušková (redaktorka)
- Martin Krušina (redaktor)
- Lukáš Franz (redaktor)
- Jana Kusalová (brand manager)